# Buzescu
Buzescu is een Roemeense gemeente in het district Teleorman.
Buzescu telt 4488 inwoners.